# Кіровське (Алейський район)
Кі́ровське (рос. Кировское) — село у складі Алейського району Алтайського краю, Росія. Адміністративний центр Кіровської сільської ради.

## Населення
Населення — 546 осіб (2010; 724 у 2002).
Національний склад (станом на 2002 рік):
- росіяни — 92 %